# Kolomp
A kolomp acéllemezből hajlított, sokszor szegecselt vagy hegesztett, rézzel forrasztott hangos jelzőeszköz. Főleg a szabadban háló  állatok nyakába kötötték, hogy hangjával összetartsa a csordát, vagy segítsen abban, hogy a pásztor az elbitangolásra hajlamos állatokat  megtalálja a sötétben is. A kolompot a vezető állat (a „főkolompos”) hordja a nyakán; a többi állat őt követi a zaj hallatán, ezen felül olyan állatra is célszerű felhelyezni, amely gyakran elkóborol, ezáltal könnyebben megtalálható. A  kolompot az állat nyakára  díszített, cifrázott, sallangozott szíjjal, díszes rézcsattal erősítették fel.
Használják madaraknak a gyümölcsfákról való elijesztésére is, erre a célra kisebb "kolompot", csengettyűt alkalmaznak.
Hangszerként is alkalmazzák, bár eredetileg nem erre a célra készült. Nyelv nélküli, dobfelszerelésre rögzíthető változata dobverővel szólaltatható meg.